# Kateretes
Kateretes là một chi bọ cánh cứng hoa cánh ngắn trong họ Kateretidae. Có khoảng 6 loài được mô tả trong chi này.

## Các loài
Sáu loài này thuộc chi Kateretes:
- Kateretes dalmatinus (Sturm, 1844)
- Kateretes flavicans (Fairmaire, 1860)
- Kateretes mixtus Kirejtshuk, 1989
- Kateretes pusillus (Thunberg, 1794)
- Kateretes rufilabris (Latreille, 1807)
- Kateretes scissus (Parsons, 1943)